# Маккарти, Том
Том Маккарти (англ. Tom McCarthy; род. 7 июня 1966, Нью-Джерси, США) — американский актёр, сценарист и режиссёр, снявшийся в фильмах «Знакомство с родителями» и «Доброй ночи и удачи», а также в сериалах «Прослушка» и «Закон и порядок». Маккарти — один из представителей американского независимого кино. В частности, он является режиссёром и сценаристом фильмов «Станционный смотритель» (2003) и «Посетитель» (2008).

## Биография
Томас Маккарти закончил Бостонский колледж в 1988 году, а позже драматическую школу Йельского университета. Маккарти играл и в других фильмах. Он исполнил роль Джеймса Брэдли в фильме Клинта Иствуда «Флаги наших отцов». Получил известность и работой на телевидении, сыграв роль журналиста Скотта Темплтена в сериале «Прослушка».
Режиссёрский дебют Томаса Маккарти, «Станционный смотритель», к которому он также написал сценарий, был удостоен Приза за работу сценариста имени Уолдо Солта и Приза зрительских симпатий в категории «Драматический фильм» на кинофестивале в Санденсе. Фильм получил премию Британской киноакадемии за лучший оригинальный сценарий и завоевал призы на Кинофестивале в Сан-Себастьяне и киносмотрах в Мехико и Стокгольме. Премьера второго фильма Маккарти, «Посетитель», состоялась на кинофестивале в Торонто в 2007 году. Фильм также получил высокие оценки кинокритиков и несколько призов, в том числе номинацию на «Оскар» в категории «Лучшая мужская роль» (Ричард Дженкинс).
В 2009 году Томас Маккарти снялся в кинолентах «Милые кости» и «2012»; также он снимал в октябре — ноябре пилотную серию фэнтезийного сериала «Игра престолов», премьера которого состоялась на канале HBO в апреле 2011 года, однако в связи с изменениями в актёрском составе и необходимостью повторных съемок «пилота», отказался от участия в проекте и не указан в текущем составе съёмочной группы на сайте HBO. Он также был соавтором и режиссером фильма «Беспроигрышная победа», основанного на его опыте рестлера в средней школе Нью-Провиденса.
В 2010 году Томас Маккарти был номинирован на премию «Оскар» в категории «Лучший оригинальный сценарий» за мультфильм «Вверх».
В 2016 году фильм Маккарти «В центре внимания» получил премию «Оскар» в двух номинациях — «Лучший фильм» и «Лучший оригинальный сценарий».
В 2021 году на Каннском международном кинофестивале состоялась премьера фильма «Тихий омут».

## Фильмография
| Год  |    | Русское название        | Оригинальное название     | Роль                |
| ---- | -- | ----------------------- | ------------------------- | ------------------- |
| 1992 | ф  | Пересекая мост          | Crossing the Bridge       | Крис                |
| 1997 | ф  | Теория заговора         | Conspiracy Theory         |                     |
| 2000 | ф  | Знакомство с родителями | Meet the Parents          | доктор Боб Бэнкс    |
| 2002 | ф  | Гуру                    | The Guru                  | Ларс                |
| 2003 | ф  | Станционный смотритель  | The Station Agent         | режиссёр, сценарист |
| 2004 | ф  | Последний кадр          | The Last Shot             | агент Пайк          |
| 2005 | ф  | Сириана                 | Syriana                   | Фред Фрэнкс         |
| 2005 | ф  | Доброй ночи и удачи     | Good Night, and Good Luck | Палмер Уильямс      |
| 2006 | ф  | Флаги наших отцов       | Flags of Our Fathers      | Джеймс Брэдли       |
| 2006 | ф  | Вся королевская рать    | All the King's Men        | редактор            |
| 2007 | ф  | Год собаки              | Year of the Dog           | Пир                 |
| 2007 | ф  | Майкл Клейтон           | Michael Clayton           | Уолтер (озвучка)    |
| 2008 | ф  | Посетитель              | The Visitor               | режиссёр, сценарист |
| 2009 | ф  | Ничего личного          | Duplicity                 | Джефф Бауэр         |
| 2009 | ф  | Милые кости             | The Lovely Bones          | директор Кэден      |
| 2009 | ф  | 2012                    | 2012                      | Гордон Силберман    |
| 2009 | мф | Вверх                   | Up                        | сценарист           |
| 2011 | ф  | Побеждай!               | Win Win                   | режиссёр, сценарист |
| 2014 | ф  | Рука на миллион         | Million Dollar Arm        | сценарист           |
| 2014 | ф  | Сапожник                | The Cobbler               | режиссёр, сценарист |
| 2015 | ф  | В центре внимания       | Spotlight                 | режиссёр, сценарист |
| 2018 | ф  | Кристофер Робин         | Christopher Robin         | сценарист           |
| 2021 | ф  | Тихий омут              | Stillwater                | режиссёр, сценарист |